# Paralimnophila (Paralimnophila) rara
Paralimnophila (Paralimnophila) rara is een tweevleugelige uit de familie steltmuggen (Limoniidae). De soort komt voor in het Neotropisch gebied.